# Mario Tičinović
Mario Tičinović est un footballeur croate né le 20 août 1991 à Sinj. Il évolue au poste de latéral

## Biographie
Mario Tičinović participe au championnat d'Europe de football des moins de 19 ans en 2010 avec la sélection croate. Son équipe atteint le stade des demi-finales, en se faisant éliminer par la France.

## Palmarès
- Vainqueur de la Coupe de Croatie en 2010 avec l'Hajduk Split.
- Champion du Danemark en 2012 avec le FC Nordsjælland.